# سانفورد (كارولاينا الشمالية)
سانفورد (بالإنجليزية: Sanford)‏ هي مدينة أمريكية ومركز مقاطعة لي في ولاية كارولاينا الشمالية في الولايات المتحدة الأمريكية.

## التركيبة السكانية
حدّد مكتب تعداد الولايات المتحدة بيانات التركيبة السكانية لسانفورد في تعداد الولايات المتحدة. في ما يلي، التركيبة السكانية حسب تعدادي 2000 و2010.

### تعداد عام 2000
بلغ عدد سكان سانفورد 23,220 نسمة بحسب تعداد عام 2000، وبلغ عدد الأسر 8,550 أسرة وعدد العائلات 5,903 عائلة مقيمة في المدينة. في حين سجلت الكثافة السكانية 305.8 نسمة لكل كيلومتر مربع (792.0/ميل2). وبلغ عدد الوحدات السكنية 9,223 وحدة بمتوسط كثافة قدره 121.5 لكل كيلومتر مربع (314.7/ميل2).
وتوزع التركيب العرقي للمدينة بنسبة 55.87% من البيض و29.19% من الأمريكيين الأفارقة و0.50% من الأمريكيين الأصليين و1.06% من الأمريكيين ذوي الأصول الآسيوية و0.03% من سكان جزر المحيط الهادئ و11.93% من الأعراق الأخرى و1.41% من عرقين مختلطين أو أكثر و19.03% من الهسبانيون أو اللاتينيون من أي عرق.
بلغ عدد الأسر 8,550 أسرة كانت نسبة 39.5% منها لديها أطفال تحت سن الثامنة عشر تعيش معهم، وبلغت نسبة الأزواج القاطنين مع بعضهم البعض 46% من أصل المجموع الكلي للأسر، ونسبة 17.9% من الأسر كان لديها معيلات من الإناث دون وجود شريك، بينما كانت نسبة 5.1% من الأسر لديها معيلون من الذكور دون وجود شريكة وكانت نسبة 31% من غير العائلات. تألفت نسبة 26.1% من أصل جميع الأسر من عدة أفراد يعيشون في نفس المنزل ونسبة 9.4% كانت تتألف من شخص يعيش بمفرده يبلغ من العمر 65 عاماً أو أكثر. وبلغ متوسط حجم الأسرة المعيشية 2.64، أما متوسط حجم العائلات فبلغ 3.15.
بلغ العمر الوسطي للسكان 33.1 عاماً. وكانت نسبة 27% من القاطنين تحت سن الثامنة عشر، وكانت نسبة 10.2% بين الثامنة عشر والرابعة والعشرين عاماً، ونسبة 29% كانت واقعةً في الفئة العمرية ما بين الخامسة والعشرين والرابعة والأربعين عاماً، ونسبة 19.5% كانت ما بين الخامسة والأربعين والرابعة والستين، ونسبة 11.2% كانت ضمن فئة الخامسة والستين عاماً فما فوق. يوجد لكل 100 أنثى 95.4 ذكر، ويوجد لكل 100 أنثى في الثامنة عشر من عمرها فما فوق 91.9 ذكر.
بلغ متوسط دخل الأسرة في المدينة 34,804 دولارًا، أما متوسط دخل العائلة فبلغ 39,447 دولارًا. وكان متوسط دخل الذكور 30,527 دولارًا مقابل 23,393 دولارًا للإناث. وسجل دخل الفرد الخاص بالمدينة 17,038 دولارًا. وكانت نسبة 14.8% من العائلات ونسبة 17.1% من السكان تحت خط الفقر، وكان من هؤلاء نسبة 22.1% تحت سن الثامنة عشر ونسبة 13% في الخامسة والستين من العمر وما فوق.

### تعداد عام 2010
بلغ عدد سكان سانفورد 28,094 نسمة بحسب تعداد عام 2010، وبلغ عدد الأسر 10,458 أسرة وعدد العائلات 7,000 عائلة مقيمة في المدينة. في حين سجلت الكثافة السكانية 370 نسمة لكل كيلومتر مربع (958.3/ميل2). وبلغ عدد الوحدات السكنية 11,411 وحدة بمتوسط كثافة قدره 150.3 لكل كيلومتر مربع (389.3/ميل2).
وتوزع التركيب العرقي للمدينة بنسبة 55.21% من البيض و27.63% من الأمريكيين الأفارقة و0.83% من الأمريكيين الأصليين و1.10% من الأمريكيين ذوي الأصول الآسيوية و0.04% من سكان جزر المحيط الهادئ و12.38% من الأعراق الأخرى و2.81% من عرقين مختلطين أو أكثر و25.59% من الهسبانيون أو اللاتينيون من أي عرق.
بلغ عدد الأسر 10,458 أسرة كانت نسبة 39.3% منها لديها أطفال تحت سن الثامنة عشر تعيش معهم، وبلغت نسبة الأزواج القاطنين مع بعضهم البعض 41.6% من أصل المجموع الكلي للأسر، ونسبة 19.3% من الأسر كان لديها معيلات من الإناث دون وجود شريك، بينما كانت نسبة 6% من الأسر لديها معيلون من الذكور دون وجود شريكة وكانت نسبة 33.1% من غير العائلات. تألفت نسبة 28.7% من أصل جميع الأسر من عدة أفراد يعيشون في نفس المنزل ونسبة 10% كانت تتألف من شخص يعيش بمفرده يبلغ من العمر 65 عاماً أو أكثر. وبلغ متوسط حجم الأسرة المعيشية 2.60، أما متوسط حجم العائلات فبلغ 3.19.
بلغ العمر الوسطي للسكان 33.3 عاماً. وكانت نسبة 28% من القاطنين تحت سن الثامنة عشر، وكانت نسبة 9.4% بين الثامنة عشر والرابعة والعشرين عاماً، ونسبة 28.5% كانت واقعةً في الفئة العمرية ما بين الخامسة والعشرين والرابعة والأربعين عاماً، ونسبة 22.4% كانت ما بين الخامسة والأربعين والرابعة والستين، ونسبة 11.7% كانت ضمن فئة الخامسة والستين عاماً فما فوق. وتوزع التركيب الجنسي للسكان بنسبة 48.5% ذكور و51.5% إناث.

## أعلام
- برنارد والدمان
- جونز أنغيل
- بيل بريغز
- لاري بيك
- إريك سوان
- بيل هارينجتون
- إيفان باركر